# Дискография группы «Комбинация»
Дискография группы «Комбинация» насчитывает шесть студийных альбомов, один мини-альбом, а также семь сборников и 17 видеоклипов.

## Обзор
В 1988 году «Комбинация» выпустила дебютный магнитоальбом «Ход конём». Релиз содержал 10 треков на музыку Виталия Окорокова. Проект был записан в одном из саратовских ресторанов и, по воспоминаниям композитора, напоминал «неуклюжие попытки англоязычного подражания ABBA, Baccara и Boney M». Затем начинающий ансамбль поехал с концертами по деревням и колхозам Саратовской области. В конце года «Комбинация» под руководством продюсера Александра Шишинина перебралась в Москву. Заручившись поддержкой Сергея Лисовского, группа начала гастролировать по стране в составе программы Сергея Минаева. В конечном счёте в 1989 году на лейбле «Мелодия» вышел их миньон «Шоу-группа „Комбинация“», содержавший первый крупный хит коллектива — «Russian Girls». Песня вошла в Топ-20 лучших треков ежемесячного хит-парада «Звуковой дорожки МК», а композиция «Белый вечер» с этого же мини-альбома поднялась ещё выше, достигнув Топ-10. К тому моменту оформился фирменный стиль и имидж группы — привлекательные и лихо отплясывающие солистки (Алёна Апина и Таня Иванова) в образе азартных провинциальных девушек, желающих покорить столицу, исполняли бесшабашные песни с удалыми мелодиями и юмористическими текстами.
В дальнейшем «Комбинация» начала сотрудничать с московской студией «Гала». В ней был записан (и вновь выпущен «Мелодией») первый официальный лонгплей группы — «Русские девочки» (1990). Пластинка среди прочего содержала новую версию одноимённого хита. Другим шлягером с альбома стала «Не забывай», попавшая в ежемесячную двадцатку лучших песен «Звуковой дорожки МК». Вышедший в том же 1990 году хит «American Boy» не только вошёл в ежемесячный Топ-20 данной рубрики, но и занял там строчку № 3 среди лучших треков года. Эта композиция, наряду с такими песнями как «Любовь уходит не спеша», «Матушка-Россия» и «Бухгалтер» (№ 15 в ежемесячной двадцатке «Звуковой дорожки МК»), легла в основу следующего лонгплея группы — «Московская прописка» (1991). Издателем проекта теперь выступила сама студия «Гала», и в итоге он стал всероссийским бестселлером. В «Звуковой дорожке МК» релиз достиг строчки № 3 ежемесячного чарта грампластинок и попал в десятку лучших за год. На песню «Бухгалтер» был выпущен популярный сюжетный видеоклип.
В 1991 году ансамбль покинула Апина, начав сольную карьеру. Её место заняла Светлана Кашина. Параллельно в группе сменился ряд музыкантов. Новый состав записал ещё два успешных диска. Так, альбом «Два кусочека колбаски» в «Звуковой дорожке МК» возглавил ежемесячный и годовой чарты кассет, а его титульный трек — ежемесячный Топ-20 хитов. В «Музыкальном Олимпе» ТАСС проект среди кассет занял строчку № 1 ежемесячного хит-парада, а за год стал № 2. Кроме того, сингл «Хватит, довольно!» поднялся на вершину ежемесячного песенного чарта ТАСС. Вместе с тем лонгплей «Самая, Самая» (1994) из-за убийства Шишинина записывался с новым продюсером — Александром Толмацким. Ввиду творческих разногласий с последним, с группой ранее перестал работать Окороков, поэтому композитором пластинки выступил Игорь Саруханов. Релиз не отметился в «Звуковой дорожке МК», но в «Музыкальном Олимпе» достиг среди кассет позиции № 2 ежемесячного хит-парада и № 3 годового. Треки «Подковочка» и «Самая, самая» возглавили в ТАСС ежемесячный чарт песен (второй вошёл и в годовую десятку).
Некоторые ранние песни группы (в основном с альбома «Ход конём» и миньона «Шоу-группа „Комбинация“»), никогда прежде не издававшиеся на CD, в 1994 году вышли на дисковом сборнике «Из раннего. Песни композитора Виталия Окорокова». Параллельно новый продюсер «Комбинации» экспериментировал с более поздними записями ансамбля, создав подборку танцевальных ремиксов «Музыка для дискотек». Между тем группа представила и свежие синглы — «Какие люди в Голливуде», а также «Васильковая любовь». Ни один из них однако в главные чарты страны не попал. К тому моменту коллектив уже покинула Кашина, но Иванова решила не искать ей замену и остаться единственной вокалисткой «Комбинации». Последовали смены менеджмента и музыкантов, а затем изменения произошли и в стилистике группы — от задорных песенок она перешла к более традиционному эстрадному материалу, параллельно теряя былую популярность. Таким образом под вывеской «Татьяна Иванова и группа „Комбинация“» вышел диск «Давай поболтаем» (1998), который остаётся последним студийным альбомом группы.
В дальнейшем «Комбинация» периодически выпускала новые синглы, получавшие ротации на радио (например, «Чёрное море», а также совместные с Апиной «Пойдём со мной» и «Последняя поэма», записанные соответственно к 15- и 30-летию группы). В 2004 году лейблом «Джем» переизданы на CD официальные лонгплеи ансамбля, начиная с альбома «Русские девочки» (1990) и заканчивая диском «Самая, самая» (1994), а также сборник «Из раннего» (1994), именуемый теперь «Белый вечер». Переиздания имеют полностью новое оформление, в ряде случаев в альбомы добавлены дополнительные песни (иногда, напротив, исключены имевшиеся ранее), изменены названия и порядок следования композиций в трек-листах. Эти релизы также вышли в формате цифровой дистрибуции.

## Альбомы

### Студийные альбомы
Полноформатные студийные альбомы группы. В общей сложности шесть релизов.
| Год                   | Название                                                                                                 | Позиции в чартах  | Позиции в чартах  | Позиции в чартах  | Позиции в чартах  | Позиции в чартах | Позиции в чартах | Позиции в чартах |
| Год                   | Название                                                                                                 | Ежемесячные чарты | Ежемесячные чарты | Ежемесячные чарты | Ежемесячные чарты | Ежегодные чарты  | Ежегодные чарты  | Ежегодные чарты  |
| Год                   | Название                                                                                                 | ЗД LP             | ЗД MC             | ТАСС LP           | ТАСС MC           | ЗД LP            | ЗД MC            | ТАСС MC          |
| --------------------- | --- | ----------------- | ----------------- | ----------------- | ----------------- | ---------------- | ---------------- | ---------------- |
| 1988                  | «Ход конём» - Лейбл: самиздат - Формат: MC                                                               | —                 | —                 | —                 | —                 | —                | —                | —                |
| 1990                  | «Русские девочки. Новая версия» - Лейбл: Мелодия - Формат: LP                                            | —                 | —                 | 19                | —                 | —                | —                | —                |
| 1991                  | «Московская прописка» - Лейбл: Gala Records - Формат: LP, CD                                             | 3                 | —                 | н/д               | н/д               | 9                | 7                | н/д              |
| 1993                  | «Два кусочека колбаски» - Лейблы: Gala Records, Aprelevka Sound Inc., Студия «Союз» - Формат: LP, MC, CD | —                 | 1                 | —                 | 1                 | —                | 1                | 2                |
| 1994                  | «Самая, самая» - Лейблы: Becar Records, Студия «Союз» - Формат: MC, CD                                   | —                 | —                 | —                 | 2                 | —                | —                | 3                |
| 1998                  | «Давай поболтаем» - Лейбл: J.S.P. Company / Группа «Джем» - Формат: MC, CD                               | —                 | —                 | —                 | —                 | —                | —                | —                |
| «—» — не попал в чарт | |                   |                   |                   |                   |                  |                  |                  |

### Мини-альбомы
Дебютный миньон, первый официальный релиз группы.
| Год  | Название                                                |
| ---- | ------------------------------------------------------- |
| 1989 | «Шоу-группа „Комбинация“» - Лейбл: Мелодия - Формат: EP |

## Сборники
Сборники творчества группы. В общей сложности семь релизов.
| Год  | Название |
| ---- | --- |
| 1994 | «The Very Best Of» - Лейбл: Gala Records - Формат: CD                                                                          |
| 1994 | «Из раннего. Песни композитора Виталия Окорокова» (в 2004 году переиздан как «Белый вечер») - Лейбл: MTM ltd. - Формат: CD, ЦД |
| 1995 | «Музыка для дискотек» (Non-Stop Dancing) - Лейбл: Media Star Entertainment - Формат: MC, CD                                    |
| 2004 | «Легендарные песни» - Лейбл: Издательство «Джем» - Формат: CD, ЦД                                                              |
| 2005 | «MP3 Jam Collection» - Лейбл: Издательство «Джем» - Формат: CD                                                                 |
| 2016 | «American Boy» - Лейбл: «Мирумир» - Формат: LP                                                                                 |
| 2016 | «Бухгалтер» - Лейбл: «Мирумир» - Формат: LP                                                                                    |

## Переиздания
Имеют совершенно новое оформление и значительные изменения в трек-листах (как по составу, так и по названиям песен). В общей сложности пять релизов.
| Год  | Название                                                                                        |
| ---- | ----------------------------------------------------------------------------------------------- |
| 2004 | «Русские девочки» - Лейбл: Издательство «Джем» - Формат: CD, ЦД                                 |
| 2004 | «Московская прописка» - Лейбл: Издательство «Джем» - Формат: CD, ЦД                             |
| 2004 | «2 кусочека колбаски» - Лейбл: Издательство «Джем» - Формат: CD, ЦД                             |
| 2004 | «Самая, самая» - Лейбл: Издательство «Джем» - Формат: CD, ЦД                                    |
| 2004 | «Белый вечер» (переиздание сборника «Из раннего») - Лейбл: Издательство «Джем» - Формат: CD, ЦД |

## Хит-синглы
Треки группы, попавшие в музыкальные чарты.
| Год                   | Название                            | Позиции в чартах   | Позиции в чартах   | Позиции в чартах       | Позиции в чартах  | Позиции в чартах  | Позиции в чартах  | Позиции в чартах | Позиции в чартах | Позиции в чартах | Альбом                    |
| Год                   | Название                            | Еженедельные чарты | Еженедельные чарты | Еженедельные чарты     | Ежемесячные чарты | Ежемесячные чарты | Ежемесячные чарты | Ежегодные чарты  | Ежегодные чарты  | Ежегодные чарты  | Альбом                    |
| Год                   | Название                            | TopHit Radio       | TopHit YouTube     | TopHit Radio & YouTube | ЗД Top-20         | ТАСС Top-10       | TopHit YouTube    | ЗД Top-20        | ТАСС Top-10      | TopHit Radio     | Альбом                    |
| --------------------- | ----------------------------------- | ------------------ | ------------------ | ---------------------- | ----------------- | ----------------- | ----------------- | ---------------- | ---------------- | ---------------- | ------------------------- |
| 1989                  | «Белый вечер»                       | —                  | —                  | —                      | 7                 | —                 | —                 | —                | —                | —                | «Шоу-группа „Комбинация“» |
| 1989                  | «Russian Girls»                     | 700                | —                  | 637                    | 12                | —                 | —                 | —                | —                | —                | «Шоу-группа „Комбинация“» |
| 1989                  | «Не забывай»                        | —                  | —                  | —                      | 11                | —                 | —                 | —                | —                | —                | «Русские девочки»         |
| 1990                  | «American Boy»                      | 494                | 77                 | 316                    | 13                | —                 | 99                | 3                | —                | —                | «Московская прописка»     |
| 1991                  | «Бухгалтер»                         | 264                | 74                 | 235                    | 15                | —                 | —                 | —                | —                | —                | «Московская прописка»     |
| 1992                  | «Два кусочека колбаски»             | —                  | —                  | —                      | 1                 | н/д               | —                 | 16               | н/д              | —                | «Два кусочека колбаски»   |
| 1993                  | «Хватит, довольно!»                 | —                  | —                  | —                      | —                 | 1                 | —                 | —                | —                | —                | «Два кусочека колбаски»   |
| 1994                  | «Подковочка»                        | —                  | —                  | —                      | —                 | 1                 | —                 | —                | —                | —                | «Самая, самая»            |
| 1994                  | «Самая, самая»                      | —                  | —                  | —                      | —                 | 1                 | —                 | —                | 8                | —                | «Самая, самая»            |
| 2003                  | «Пойдём со мной» (с Алёной Апиной)  | 82                 | —                  | —                      | —                 | —                 | —                 | —                | —                | 149              | «Пойдём со мной»          |
| 2007                  | «Чёрное море»                       | 261                | —                  | —                      | —                 | —                 | —                 | —                | —                | —                | —                         |
| 2018                  | «Последняя поэма» (с Алёной Апиной) | 891                | —                  | —                      | —                 | —                 | —                 | —                | —                | —                | —                         |
| «—» — не попал в чарт |                                     |                    |                    |                        |                   |                   |                   |                  |                  |                  |                           |

## Видеоклипы
Музыкальные видео группы. В общей сложности 17 клипов.
| Год  | Название                            | Режиссёр      | Альбом                                          |
| ---- | ----------------------------------- | ------------- | ----------------------------------------------- |
| 1988 | «Чёрная нитка»                      | н/д           | «Ход конём»                                     |
| 1988 | «Белый вечер»                       | н/д           | «Ход конём»                                     |
| 1988 | «Вот опять окно»                    | н/д           | «Ход конём»                                     |
| 1989 | «Знаю, что не любишь»               | н/д           | «Ход конём»                                     |
| 1989 | «Анжелика»                          | н/д           | «Ход конём»                                     |
| 1989 | «Russian Girls»                     | н/д           | «Шоу-группа „Комбинация“»                       |
| 1989 | «Хей, мама»                         | н/д           | «Русские девочки»                               |
| 1989 | «Не забывай»                        | н/д           | «Русские девочки»                               |
| 1990 | «Не грусти»                         | н/д           | «Русские девочки»                               |
| 1990 | «American Boy»                      | н/д           | «Московская прописка»                           |
| 1991 | «Бухгалтер»                         | Сергей Косач  | «Московская прописка»                           |
| 1991 | «I Don’t Believe in Love»           | н/д           | «Московская прописка» (LP-издание)              |
| 1992 | «Берег красный, берег белый»        | н/д           | «Два кусочека колбаски»                         |
| 1992 | «Два кусочека колбаски»             | н/д           | «Два кусочека колбаски»                         |
| 1993 | «Вишнёвая „девятка“»                | н/д           | «Два кусочека колбаски от хороших девочек» (MC) |
| 1994 | «Какие люди в Голливуде»            | Сергей Косач  | «Самая, самая» (переиздание 2004 г.)            |
| 2018 | «Последняя поэма» (с Алёной Апиной) | Аслан Ахмадов | —                                               |

## Комментарии
1. ↑  Кассетные издания альбома назывались «Два кусочека колбаски от хороших девочек» (разные варианты выпускались лейблами Aprelevka Sound Inc. и «Студией „Союз“»). Версия от «Студии „Союз“» включала дополнительно песни  «Вишнёвая „девятка“», «Московская прописка», «Не верю я в тебя...», а также перезаписанные со Светланой Кашиной треки «American Boy», «Матушка-Россия» и «Бухгалтер».
2. ↑  Сборник содержит некоторые ранние записи коллектива, прежде никогда не выходившие на CD (преимущественно с альбома «Ход конём» и миньона «Шоу-группа „Комбинация“»).
3. ↑  На диск вошли сборник «Белый вечер», альбомы «Русские девочки», «Московская прописка», «Два кусочека колбаски» и «Самая, самая»[18].
4. ↑  По сравнению с оригинальным LP-изданием, альбом  дополнен тремя треками: «Мальчик мой, я не люблю металл», «Красное платье» и «Эпилог».
5. ↑  В отличие от оригинальных CD- и LP-изданий, содержит два дополнительных трека:  «Вишнёвая „девятка“» и «I Don't Belive in Love» (англоязычный вариант «Не верю я в тебя...»).
6. ↑  В сравнении с оригинальным релизом, на альбом добавлены песни «Какие люди в Голливуде» и «Блондин», однако исключён трек «Подковочка».
7. ↑  Также по итогам 1990 года на основе опроса слушателей заняла седьмую строчку в «Звуковой дорожке МК» как «Непопулярная песня года»[28].
8. ↑  Также по итогам 1992 года на основе опроса слушателей заняла третью строчку в «Звуковой дорожке МК» как худшая песня[29].
9. ↑  На песню впоследствии выпущено ещё несколько роликов: в одном из них группа выступает на концерте под открытым небом, в другом — в студийных декорациях, а третий содержит нарезку кадров из гастрольных будней коллектива. В последнем случае используется новая фонограмма с мини-альбома «Шоу-группа „Комбинация“» (1989).
10. ↑  Клип на англоязычную версию песни «Не верю я в тебя...», представленную на оригинальном виниловом издании альбома «Московская прописка».